# Smaragdvaran
Smaragdvaran (Varanus prasinus) är en trädlevande varan som lever i skogsområden på Nya Guinea och på några närliggande mindre öar i Torres sund. 
Den når en längd på 75 till 100 centimeter och har en slank kroppsbyggnad och lång svans som gör den väl anpassad till ett klättrande levnadssätt. Dess färg, grönaktig med mörkare tvärband, ger den ett gott kamouflage i dess habitat. Om den hotas är dess reaktion vanligen att fly och försöka undkomma i vegetationen. Den kan dock försvara sig genom att försöka bitas om den blir trängd.
Smaragdvaranen är en av ett fåtal sociala varaner. Individerna lever i mindre grupper, bestående av en dominerande hane, ett par stycken fullvuxna honor och yngre djur. Andra hanar som förekommer i gruppen är underordnade den dominerande hanen. 
Arten har ett varierat födourval där bland annat insekter och andra mindre ryggradslösa djur, krabbor och ägg av olika fåglar ingår.